# Comuna Borlești, Neamț
Borlești este o comună în județul Neamț, Moldova, România, formată din satele Borlești (reședința), Mastacăn, Nechit, Ruseni și Șovoaia.

## Așezare
Comuna se află în sudul județului, pe malul drept al Bistriței, acolo unde aceasta primește apele afluentului Nechit, care curge în întregime pe teritoriul comunei. Este străbătută de șoseaua județeană DJ156A, care o leagă spre nord de Piatra Șoimului, Roznov (unde se intersectează cu DN15), Girov (unde se intersectează cu DN15D), Dobreni (unde se intersectează cu DN15C), Negrești și Crăcăoani, și spre sud de Tazlău și mai departe în județul Bacău de Balcani, Pârjol și Ardeoani (unde se termină în DN2G). La Ruseni, din acest drum se ramifică șoseaua județeană DJ159C, care duce spre sud-est la Rediu și Cândești.

## Demografie
Componența etnică a comunei Borlești
     Români (89,11%)
     Alte etnii (10,89%)
Componența confesională a comunei Borlești
     Ortodocși (88,79%)
     Alte religii (0,51%)
     Necunoscută (10,69%)
Conform recensământului efectuat în 2021, populația comunei Borlești se ridică la 8.182 de locuitori, în creștere față de recensământul anterior din 2011, când fuseseră înregistrați 6.938 de locuitori. Majoritatea locuitorilor sunt români (89,11%). Din punct de vedere confesional, majoritatea locuitorilor sunt ortodocși (88,79%), iar pentru 10,69% nu se cunoaște apartenența confesională.

## Politică și administrație
Comuna Borlești este administrată de un primar și un consiliu local compus din 15 consilieri. Primarul, George Mutu[*], de la Partidul Național Liberal, este în funcție din octombrie 2020. Începând cu alegerile locale din 2024, consiliul local are următoarea componență pe partide politice:
|  | Partid                          | Consilieri | Componența Consiliului | Componența Consiliului | Componența Consiliului | Componența Consiliului | Componența Consiliului | Componența Consiliului | Componența Consiliului | Componența Consiliului | Componența Consiliului |
|  | ------------------------------- | ---------- | ---------------------- | ---------------------- | ---------------------- | ---------------------- | ---------------------- | ---------------------- | ---------------------- | ---------------------- | ---------------------- |
|  | Partidul Național Liberal       | 9          |                        |                        |                        |                        |                        |                        |                        |                        |                        |
|  | Partidul Social Democrat        | 5          |                        |                        |                        |                        |                        |                        |                        |                        |                        |
|  | Alianța pentru Unirea Românilor | 1          |                        |                        |                        |                        |                        |                        |                        |                        |                        |

## Istorie
La sfârșitul secolului al XIX-lea, comuna făcea parte din plasa Bistrița a județului Neamț, formată din satele Borlești, Ruseni și Puriceni, având o populație de 1798 de locuitori. În comună existau o școală și două biserici. La acea vreme, pe teritoriul actual al comunei mai funcționa, în aceeași plasă, și comuna Mastacănu, formată din satele Mastacănu, Negulești, Bălanu, Smirnea, Marginea, Portărești, Schitu-Nechitu și Șovoaia, având în total 2951 de locuitori; în această comună existau o școală și trei biserici.
Anuarul Socec din 1925 consemnează comunele în aceeași plasă. Comuna Borlești avea aceeași alcătuire, populația ei fiind de 3632 de locuitori. Comuna Mastacănu avea atunci 5235 de locuitori în satele Bălanu, Calu, Iapa, Mastacănu, Nechitu, Negulești, Șovoaia și Poieni. În 1931, satele Calu, Iapa și Negulești s-au separat de comuna Mastacănu pentru a forma din nou o comună de sine stătătoare.
În 1950, comunele au trecut la raionul Buhuși din regiunea Bacău, iar comuna Mastacănu a fost în timp desființată, satele ei trecând la comuna Borlești. În 1964, raionul Buhuși a fost desființat și comuna a trecut la raionul Piatra Neamț din aceeași regiune, iar în 1968 a revenit la județul Neamț, reînființat; tot atunci, satul Bălanu a fost desființat și comasat cu satul Șovoaia.

## Monumente istorice
Singurul obiectiv din comuna Borlești inclus în lista monumentelor istorice din județul Neamț ca monument de interes local este situl arheologic de la Mastacăn, unde s-au găsit urmele unei necropole a carpilor (secolele al II-lea–al III-lea e.n.).

## Personalități
- Ștefan Vârgolici (n. 1843 - 1897), critic literar, traducător, publicist, membru corespondent al Academiei Române.